# Les Hortes de Sant Bertran
Les Hortes de Sant Bertran és un antic barri que forma part del Poble-sec, al districte de Sants-Montjuïc de Barcelona. Els seus límits aproximats són el carrer Nou de la Rambla, l'Avinguda del Paral·lel, el Passeig de Josep Carner i el Passeig de Montjuïc. Entre aquest darrer i el carrer de Vilà i Vilà hi ha un petit jardí amb desnivells on predomina la vegetació autòctona, amb presència d'arbres i d'arbustos propis del bosc mediterrani.
El barri deu al nom a l'antiga zona d'hortes sorgida al voltant de l'ermita de Sant Bertran, situada prop del camí que duia a la Mare de Déu de Port (on hi havia un port que va funcionar com a tal fins ben entrada l'edat mitjana) vorejant el Morrot de Montjuïc. Amb l'assecament del Cagalell, aquesta zona va esdevenir una de les àrees més importants de producció agrícola i frutícola d'extramurs. Les dimensions de les propietats eren de tipus mitjà i els pagesos estaven agrupats en el Gremi d'Hortolans de les Hortes de Sant Bertran que, a la vegada, pertanyia al Gremi de la Porta de Sant Antoni.
Per la seva situació al costat del mar, les Hortes de Sant Bertran foren objectiu de projectes per a usos portuaris, idea que ja va sorgir a principis del segle xvi. D'altra banda, la proximitat amb les pedreres de Montjuïc, va fer que els jornalers que treballaven en aquestes explotacions s'hi instal·lessin, amb l'aparició d'empreses dedicades a l'extracció de terra refractària, fabricació de calç i instal·lació de bòbiles. Ja al segle xviii es van convertir també en el lloc ideal per a crear els prats d'indianes: gaudien d'aigua suficient per a aquesta tasca, era molt propera a la indústria tèxtil que s'havia concentrat al Raval, i disposaven d'espai per a construir-hi allotjaments per als jornalers. També cal esmentar que la seva situació geogràfica a la vora del mar va incentivar l'aparició de contrabandisme a mitjans del segle xix.
Les Hortes de Sant Bertran també foren un dels llocs d'esbarjo preferits de molts barcelonins. Era una zona rica en fonts i un destí que es va popularitzà des del segle xviii fins a principis del xx, donant lloc al terme fontades per a denominar les excursions i festes que s'organitzaven al voltant de les deus. A més a més, pujar a la zona del Morrot, la part més escarpada de Montjuïc i propera al mar, oferia la possibilitat de gaudir d'unes excel·lents vistes de la ciutat. A tot això cal afegir-hi que, després de la construcció de la Ciutadella, la platja destinada a la zona de banys era precisament la que hi havia a les Hortes de Sant Bertran. L'any 1852 s'hi va edificar un establiment, propietat de Benet Trulls, on s'oferien banys amb aigua de mar escalfada. A la vora del Portal de Santa Madrona també hi havia els banys de la Junta de Dames, i el 1857 es van inaugurar els banys flotants Ondina, tot i que tothom els coneixia com a Roquetes, als quals s'accedia a través d'un pont.
A diferència de les àrees que es convertirien posteriorment en l'Eixample, de Santa Madrona i la França Xica, les Hortes de Sant Bertran inicialment no foren objecte d'urbanització, doncs sempre s'havia pensat a convertir-les en dàrsenes portuàries. L'any 1870 es va iniciar la construcció del moll de Sant Bertran. La posterior instal·lació de la línia ferroviària Barcelona-Vilanova, l'explotació de les pedreres del Morrot i l'aparició de fàbriques de rajoles col la d'Albareda, van atorgar a la zona una nova activitat econòmica.
El 1880, Narcís Aran va dur a terme el projecte d'urbanització de la zona. Es basava en la prolongació del carrer Nou més enllà del Paral·lel, i la creació del carrer de Vila i Vilà com a eixos principals del barri, al voltant dels quals es construirien illes regulars de dimensions variables i carrers estrets sense espais lliures. També preveia la reducció de l'amplada del paral·lel de 50 a 30 metres. Tot plegat, es tractava d'una edificació intensiva que afavoria els interessos dels propietaris dels terrenys, que durant els anys 60 d'aquell segle havien impulsat, i el 1869 aconseguí la supressió de la tercera zona d'influència militar dels castells, que afectava els seus terrenys i que impedia construir-hi sense restriccions (fins aleshores a la tercera zona d'influència només es podia edificar fins a una alçada de 5 metres per a no entorpir la trajectòria dels projectils que es poguessin disparar des del castell).
El 1883 s'instal·là a les Hortes la Societat Espanyola d'Electricitat. Aquesta empresa havia obtingut a cens una part del terreny propietat de la família Mata i havia comprat a les famílies Vilà i Cabana pràcticament tota l'illa compresa entre els actuals carrers Mata, Cabanes, Vila i Vilà i Paudàries. La seva localització a les Hortes de Sant Bertran obeïa a la necessitat d'instal·lar una empresa d'energia de gran potència fora del nucli urbà densament poblat sense allunyar-la excessivament, perquè la tecnologia existent en aquella època no permetia el transport de l'energia a grans distàncies. A més a més, la seva proximitat al port li era especialment favorable pels subministraments de carbó, i posteriorment de fuel i gas-oil, així com de l'aigua indispensable per a la refrigeració de les instal·lacions. Al mateix temps van aparèixer altres empreses relacionades amb el port, com foren les carboneres, i també les empreses mecanometal·lúrigiques, com van ser els tallers de l'enginyer belga Wohlguemuth, al carrer Vila i Vilà, on es fongué el 1887 la base de la columna del monument a Colom. D'aquesta manera les Hortes de Sant Bertran van perdre el seu caire rural per a convertir-se en una zona industrial. Al carrer Carreres es van situar les cotxeres dels tramvies, on l'any 1896 es va afegir una petita central tèrmica.